# 820er
Portal Geschichte | Portal Biografien | Aktuelle Ereignisse | Jahreskalender | Tagesartikel

◄ |
8. Jh. |
9. Jahrhundert
| 10. Jh. | ►

◄ |
790er |
800er |
810er |
820er
| 830er | 840er | 850er | ►

820 |
821 |
822 |
823 |
824 |
825 |
826 |
827 |
828 |
829

## Ereignisse
- König Egbert von Wessex erobert englische Staaten und vereint die Teilreiche.
- Sarazenen beginnen die Eroberung von Kreta (ab 826) und Sizilien (ab 827).
- Ansgar von Bremen missioniert in Dänemark und Schweden.